# Pietro Leone
Pietro Leone (ur. 31 stycznia 1888 w Turynie, zm. 5 października 1958 tamże) – włoski piłkarz występujący na pozycji pomocnika, reprezentant kraju, olimpijczyk ze Sztokholmu 1912.